# Старобабичевська сільська рада
Староба́бичевська сільська рада (рос. Старобабичевский сельский совет) — муніципальне утворення у складі Кармаскалинського району Башкортостану, Росія. Адміністративний центр — присілок Старобабичево.

## Населення
Населення — 1010 осіб (2019, 1158 в 2010, 1333 в 2002).

## Склад
До складу поселення входять такі населені пункти:
| Населений пункт         | Населення, осіб (2002) | Населення, осіб (2010) |
| ----------------------- | ---------------------- | ---------------------- |
| Абдуллино, присілок     | 154                    | 110                    |
| Адвокатовка, присілок   | 9                      | 4                      |
| Карламанбаш, присілок   | 224                    | 204                    |
| Липовка, присілок       | 2                      | 0                      |
| Новий Бішаул, присілок  | 88                     | 73                     |
| Новий Куганак, присілок | 55                     | 76                     |
| Новобабичево, присілок  | 183                    | 163                    |
| Смоленка, присілок      | 11                     | 8                      |
| Старобабичево, присілок | 607                    | 520                    |